# FlySafair
FlySafair — міжнародна бюджетна авіакомпанія, що базується в Йоганнесбурзі, Південна Африка. Це повна дочірня компанія Safair і асоційована авіакомпанія ASL Aviation Holdings. Слоган компанії - «За любов до польотів».

## Історія
Авіакомпанія була заснована в серпні 2013 року та отримала схвалення Південноафриканської ради з ліцензування повітряних перевезень на початок операцій з десятьма щоденними рейсами між міжнародним аеропортом Йоганнесбурга О. Р. Тамбо та міжнародним аеропортом Кейптауна. Авіакомпанія планувала розпочати роботу в жовтні 2013 року. Проте 8 жовтня 2013 року Високий суд Південної Африки видав проміжний судовий наказ, який заборонив авіакомпанії розпочати роботу, після заяви конкурентних перевізників на підставі того, що вона не відповідала юридичній вимозі 75% місцевих власність. Відбулася суттєва реструктуризація власності, і перший політ FlySafair зрештою відбувся 16 жовтня 2014 року.

## Флот

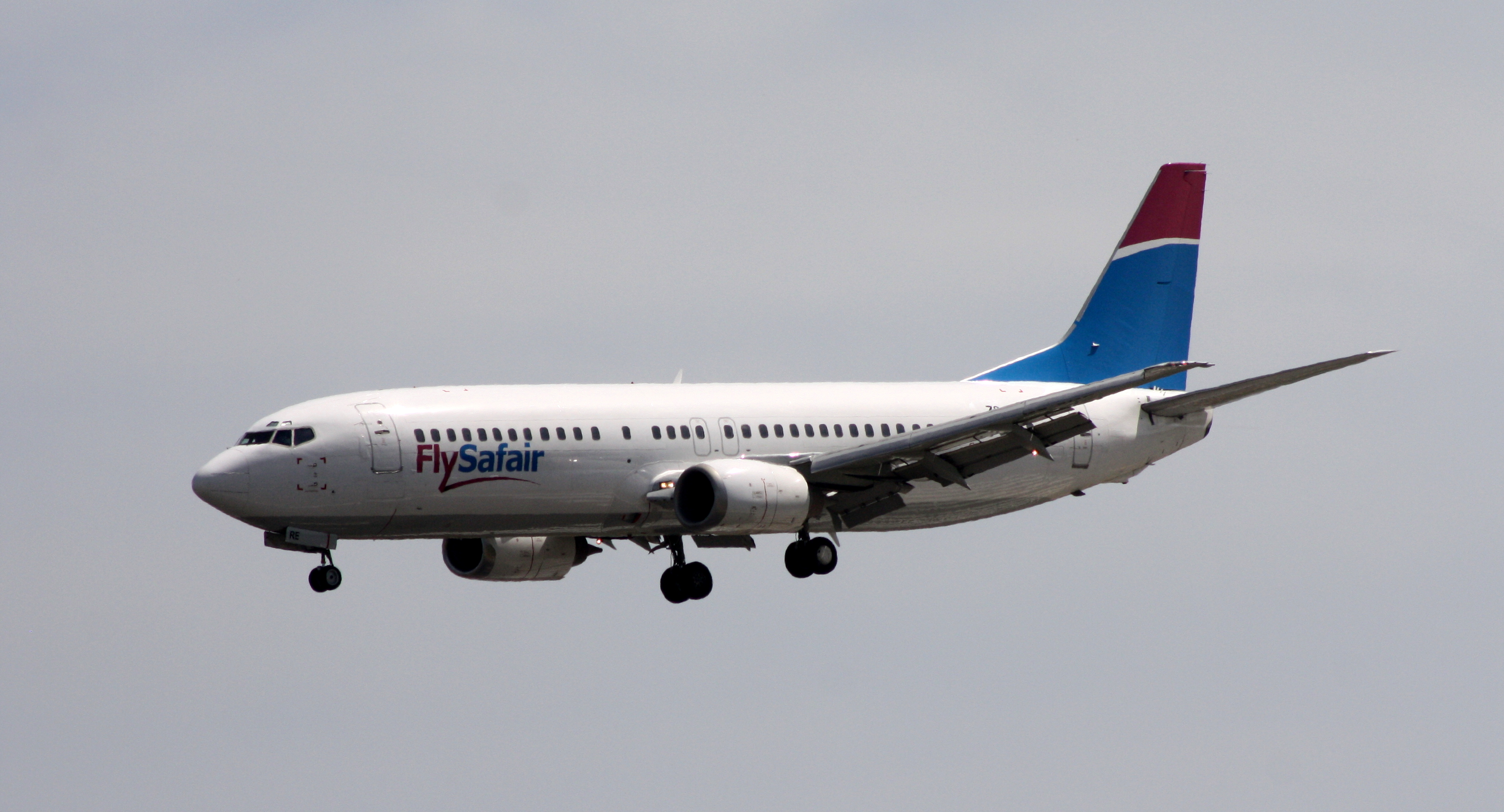
Боїнг 737-400 FlySafair

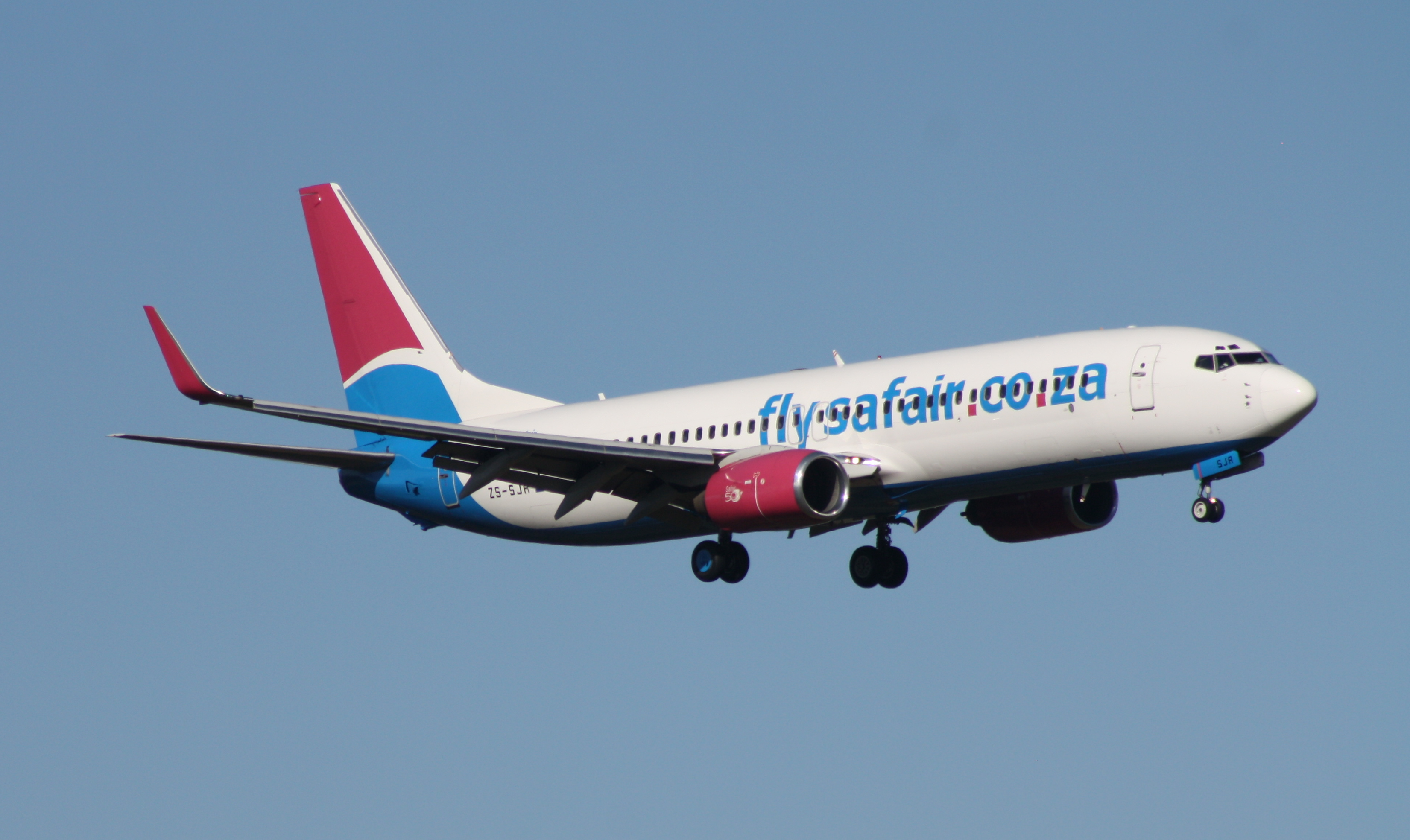
Боїнг 737-800 FlySafair

Станом на липень 2023 року флот FlySafair складається з таких літаків:
| Літак         | Кількість | Замовлення | Пасажири | Примітки |
| ------------- | --------- | ---------- | -------- | -------- |
| Боїнг 737-400 | 5         | —          | 165      |          |
| Боїнг 737-800 | 29        | —          | 189      |          |
| Всього        | 34        | —          | —        |          |

## Аварії та інциденти
- 12 листопада 2022 року Airbus A320 (ZS-SZJ) авіакомпанії South African Airways буксирували та зіткнулися з припаркованим літаком FlySafair Boeing 737-8BG (ZS-SJH) у міжнародному аеропорту О. Р. Тамбо[6][7]. На борту обох літаків на той момент не було пасажирів. Секція оперення 737 і кінцівка крила A320 були пошкоджені[8][9][10]. Обидва літаки були повернуті в експлуатацію незабаром після інциденту.

## Дивись також
- Список авіакомпаній Південної Африки